# 科索沃—馬來西亞關係
馬來西亞—科索沃關係是指马来西亚与欧洲国家科索沃之間的雙邊關係。科索沃于2008年2月17日独立后，大马政府于当年10月30日给予科國外交承认，并于2011年与后者建立大使级外交关系，此举也令大马成为东盟诸国中首个与科索沃建交者。

## 历史
科索沃曾是南斯拉夫社會主義聯邦共和國的一部分，南斯拉夫解體後，当地爆发内战，馬來西亞政府在戰爭中支持科索沃，谴责塞尔维亚族的暴行，亦支持美国等北約国家轟炸南斯拉夫，认为该军事行动有助于阻止塞尔维亚的暴行。大马随后也支持联合国接替北约对科索沃实施托管:37，还向科索沃派遣了270名维和警察，以帮助当地恢复秩序。
2000年，大马政府在科索沃首府普里什蒂纳建立联络办公室，直到2008年裁撤，在这期间，大马曾给予科索沃人道主义援助，以帮助当地援建清真寺、购置学校设备。
2008年2月17日，科索沃正式脱离塞尔维亚独立，同年10月30日，馬來西亞政府宣布承認科索沃獨立，但此举激怒了宣称对科索沃拥有主权的塞爾維亞，塞国随即宣布馬來西亞驻贝尔格莱德大使為「不受歡迎人物」，並將他驅逐出境。其后，科索沃总统法特米尔·塞伊迪乌在2010年首次出访大马，以参加当年在吉隆坡举办的伊斯兰经济峰会。马来西亚更于2011年3月18日与科索沃建交，并指定驻意大利大使馆兼辖在科國的外交业务，此举也令大马成为东盟首个给予科索沃外交承认，又与之建立邦交的国家。
2017年1月，在出访完新加坡与泰国等邦交国后，科索沃外交部长恩费尔·霍哈伊对马来西亚进行了工作访问，期间两国官员就发展经贸合作关系进行了讨论。2025年5月，科索沃总统維約薩·奧斯馬尼访问大馬，並表示两国要提升双边合作品质，扩大贸易与投资合作，亦宣布科索沃在吉隆坡建立常驻大使馆，此前，该国對大馬的外交业务曾由驻泰国大使馆兼辖，科索沃政府还向馬首相安华、已逝世的前首相阿都拉·巴达威授予了独立勋章，以表彰二人长期在国际场合支持科索沃。

## 经济关系
据马来西亚政府统计，2024年，馬、科双边贸易额达到605万美元，其中大马对科索沃的出口约为550万美元，主要出口产品包括棕油、电气和电子制品等，科索沃向大馬出口额约为55万美元，该国對馬主要出口产品有原材料和宝石等。科索沃政府亦希望與大马的企业举行联合经济论坛，为两国签署贸易协议奠定基础。

## 人文交流
马来西亚是以伊斯兰教为国教的国家，而穆斯林占人口多数的科索沃是一个世俗国家，两国都有興趣在文教領域加強交流合作，大马也长期接纳科索沃学生來馬留学。在旅行上，持有馬來西亞護照的马来西亚公民入境科索沃可免簽證，每6個月內最多停留90天。自2025年起，持有科索沃護照的科索沃公民可以免簽證入境马来西亚，停留期限最多30天。科索沃也希望开通该国直達大馬的国际航线，以促进人员往来。